# Volksbank Lastrup
Die Volksbank Lastrup eG ist eine Genossenschaftsbank mit Sitz in der niedersächsischen Gemeinde Lastrup im Landkreis Cloppenburg.

## Geschichte
Die heutige Volksbank Lastrup eG wurde am 23. Mai 1897 gegründet und hat sich bis heute ihre Eigenständigkeit bewahrt. Bis zur Eintragung am 7. Juli 1975 firmierte sie als Raiffeisenbank eG Lastrup.

## Rechtsverhältnisse
Die Volksbank Lastrup eG (lt. GnR „Volksbank Lastrup e.G.“) ist im Genossenschaftsregister beim Amtsgericht Oldenburg (Oldenburg) unter GnR 150010 eingetragen.

## Organisationsstruktur
Rechtsgrundlagen sind das Genossenschaftsgesetz und die durch die Generalversammlung beschlossene Satzung. Organe der Bank sind der Vorstand, der Aufsichtsrat und die Generalversammlung.

## Sicherungseinrichtung
Die Volksbank Lastrup eG ist der amtlich anerkannten Sicherungseinrichtung des Bundesverbandes der Deutschen Volksbanken und Raiffeisenbanken GmbH und der zusätzlichen freiwilligen Sicherungseinrichtung des Bundesverbandes der Deutschen Volksbanken und Raiffeisenbanken e.V. angeschlossen.

## Geschäftsausrichtung
Die Volksbank Lastrup eG betreibt das Universalbankgeschäft. Im Verbundgeschäft arbeitet sie mit der DZ Bank, R+V Versicherung, Bausparkasse Schwäbisch Hall, Teambank, VR Leasing,  DZ Hyp und der Union Investment zusammen.

## Geschäftsgebiet
Das Geschäftsgebiet liegt im Süden des Landkreises Cloppenburg.
Neben der Geschäftsstelle am Hauptsitz der Bank wird keine weitere Geschäftsstelle betrieben.